# Атанасіо Ечеверрія
Атанасіо Ечеверрія-і-Годой (ісп. Atanasio Echeverría y Godoy) — мексиканський художник та натураліст XVIII століття.
Ілюстрував книги з ботаніки і, зокрема, «Флору Мексики». Подорожував разом з дослідниками Мартіном де Сессе-і-Лакаста (1751–1808) і Маріано Суаресом де Фігейра (1763–1819) Мексикою з метою дослідження і подальшого вивчення флори і фауни цієї країни. Через нестабільну політичну обстановку в Новій Іспанії (Наполеонівські війни) ця робота не була доведена до кінця. Проте збереглося багато робіт А. Ечеверрії. У технічному та художньому плані роботи Атанасіо Ечеверрії вигідно відрізняються від будь-яких інших в історії біологічної ілюстрації.
На честь Атанасіо Ечеверрії Альфонс Декандоль у 1828 р. назвав рід північноамериканських сукулентних рослин Ечеверія (Echeveria).